# Brooke Andersen
Pour les articles homonymes, voir Andersen.
Brooke Andersen (née le 23 août 1995 à San Diego) est une athlète américaine spécialiste du lancer du marteau, championne du monde en 2022 à Eugene.

## Biographie
Médaillée de bronze lors des championnats d'Amérique du Nord, d'Amérique centrale et des Caraïbes 2018, elle se classe deuxième des Jeux panaméricains de 2019, derrière sa compatriote Gwen Berry.
Le 30 avril 2022 à Tucson, Brooke Andersen devient la 4e meilleure performeuse de tous les temps en établissant la marque de 79,02 m. Vainqueur des championnats des États-Unis, son premier titre national, elle se rapproche de son record personnel lors des championnats du monde 2022 à Eugene en effectuant un lancer à 78,96 m à son sixième et dernier essai, après avoir réalisé deux autres lancers au-delà des 77 mètres, à ses 4e et 5e essais. Elle devance sur le podium la Canadienne Camryn Rogers et  l'autre américaine Janee Kassanavoid.
Le 20 avril 2023 à Charlottesville, elle devient la troisième meilleure performeuse mondiale de tous les temps en réalisant un lancer à 79,80 m. Un mois plus tard, le 20 mai 2023 à Tucson, elle dépasse pour la première fois de sa carrière les 80 mètres en établissant la marque de  80,17 m.

## Palmarès

### International
| Date | Compétition           | Lieu     | Résultat | Distance |
| ---- | --------------------- | -------- | -------- | -------- |
| 2018 | Championnats NACAC    | Toronto  | 3e       | 70,05 m  |
| 2019 | Jeux panaméricains    | Lima     | 2e       | 71,07 m  |
| 2022 | Championnats du monde | Eugene   | 1re      | 78,96 m  |
| 2022 | Championnats NACAC    | Freeport | 2e       | 68,66 m  |

### National
- Championnats des États-Unis d'athlétisme
  - vainqueur en 2022 et 2023

## Records
| Épreuve           | Performance | Lieu   | Date        |
| ----------------- | ----------- | ------ | ----------- |
| Lancer du marteau | 80,17 m     | Tucson | 20 mai 2023 |